# Hetty Goldman
Hetty Goldman, née le 19 décembre 1881 à New York et morte le 4 mai 1972 à Princeton, est une archéologue américaine. 
Elle a été la première femme à devenir membre de la faculté à l'Institute for Advanced Study et l'une des premières femmes archéologues à entreprendre des fouilles en Grèce et au Moyen-Orient.

## Biographie

### Jeunesse et études
Hetty Goldman est née le 19 décembre 1881 à New York, dans la famille Goldman Sachs.
Elle sort diplômée du Bryn Mawr College, où elle obtient un diplôme en art en 1903. Elle obtient son doctorat au Radcliffe College en 1915.

### Carrière
Goldman a été la première femme nommée à l'Institute for Advanced Study en 1936. Elle prend sa retraite en 1947.
Goldman est élue membre de l'Académie américaine des arts et des sciences en 1950. En 1966, l'Institut archéologique américain lui décerne sa médaille d'or pour les avancées qu'elle a apportées à l'archéologie.

### Décès
H. Goldman meurt le 4 mai 1972 à Princeton.